# Caso 63
Caso 63 ("Cas 63") és una audiosèrie xilena protagonitzada per Néstor Cantillana i Antonia Zegers i escrita pel Julio Rojas. Produïda per Emisor Podcasting i distribuïda per Spotify com una sèrie original en format pòdcast, fou estrenada el 12 de novembre de 2020.

## Sinopsi
Any 2022. La psiquiatra Elisa Aldunate (Antonia Zegers) fa gravacions de les seves sessions amb l'enigmàtic pacient Pedro Reuter (Néstor Castillana), registrat com Cas 63, qui assegura ser un viatger temporal. El que comença com sessions terapèutiques, esdevé ràpidament en un relat que amenaça la divisió entre el que és possible i el que és real. Una història que es mou lliurement entre el futur i el passat dels dos personatges que potser tenen en les seves mans el futur de la humanitat.

## Adaptacions internacionals
Caso 63 ha estat adaptat a diversos idiomes:
- A Brasil, ha estat localment adaptat al portugués amb el nom de Paciente 63 ("Pacient 63», pronunciat com [pa.sɪˈẽ.t͡ʃi] o [paˈsjẽ.t͡ʃi]). Els personatges del Pedro Roiter i la Dra. Aldunate són protagonitzats per Seu Jorge i Mel Lisboa.[2]
- A l'Índia, s'ha adaptat a l'hindi amb el nom de Virus 2062. Els personatges del Pedro Roiter (o Peter Pereira) i la Dra. Aldunate (o Dr. Gayatri Rajput) són protagonitzats per Ali Fazal i Richa Chadha.[3]
- El juny del 2022 es va anunciar l'adaptació estatunidenca coneguda com Case 63.[4] Els personatges del Pedro Roiter (o Peter Roiter) i la Dra. Aldunate (o Dr. Eliza Knight) serien protagonitzats per Oscar Isaac i Julianne Moore.[5]